# Elimination Chamber (2015)
Cet article concerne l'édition 2015 du pay-per-view Elimination Chamber. Pour toutes les autres éditions, voir WWE Elimination Chamber.
 (mai 2015).
Si vous disposez d'ouvrages ou d'articles de référence ou si vous connaissez des sites web de qualité traitant du thème abordé ici, merci de compléter l'article en donnant les références utiles à sa vérifiabilité et en les liant à la section « Notes et références ».
L'édition 2015 d'Elimination Chamber est un Premium Live Event de catch (lutte professionnelle) produit par la World Wrestling Entertainment, une fédération de catch américaine qui est télédiffusée et visible en paiement à la séance sur le WWE Network, ainsi que gratuitement sur la chaîne de télvision française AB1. L'événement a eu lieu le 31 mai 2015 au American Bank Center à Corpus Christy (Texas). Il s'agit de la 6e édition d'Elimination Chamber.

## Contexte
Les spectacles de la World Wrestling Entertainment (WWE) sont constitués de matchs aux résultats prédéterminés par les scénaristes de la WWE. Ces rencontres sont justifiées par des storylines – une rivalité avec un catcheur, la plupart du temps – ou par des qualifications survenues dans les shows de la WWE telles que Raw et SmackDown. Tous les catcheurs possèdent une gimmick, c'est-à-dire qu'ils incarnent un personnage gentil (Face) ou méchant (Heel), qui évolue au fil des rencontres. Un événement comme Elimination Chamber est donc un événement tournant pour les différentes storylines en cours,.

### The New Day vs Tyson Kidd & Cesaro vs Lucha Dragons vs Prime Time Players vs Los Matadores vs The Ascension
À Payback, The New Day battent Tyson Kidd & Cesaro dans un 2 Out Of 3 Falls Tag team match et conservent leurs titres, il est annoncé qu'ils défendront leurs titres dans un Tag team Elimination Chamber match, à l'événement. Tyson Kidd & Cesaro, The Lucha Dragons, Prime Time Players, Los Matadores, The Ascension ont été ajoutés au Tag team Elimination Chamber match. C'était la première fois de l'histoire que les ceintures par équipe étaient défendues dans cette stipulation.

### Intercontinental Championship
Le 17 mai, il est annoncé qu'il y aura un Elimination Chamber match pour le titre intercontinental de la WWE, laissé vacant par Daniel Bryan pour cause de blessure.
Le 18 mai à Raw, Ryback, Sheamus, R-Truth, Rusev, King Barrett & Dolph Ziggler ont été ajoutés au match. Rusev s'étant blessé juste avant la rencontre, il n'a pas pu participer au Elimination Chamber match. C'est Mark Henry qui l'a remplacé au pied levé.

### John Cena contre Kevin Owens
Le 18 mai, à Raw, tandis que John Cena lance son US Open Challenge, invitant quiconque à venir le défier pour gagner son titre des États-Unis, Kevin Owens fait ses débuts dans un ring de la WWE et le confronte. Owens l'attaque par surprise, l'assomme avec son Powerbomb et piétine la ceinture de champion de Cena. Plus tard dans la soirée, Renee Young interview Kevin Owens et ce dernier annonce qu'il aura un match face à John Cena à Elimination Chamber. La semaine suivante, à Raw, John Cena gagne son match de son US Open Challenge contre Zack Ryder, Kevin l'attaque par derrière et l'assomme avec son PowerBomb.

### Seth Rollins contre Dean Ambrose
Lors de Payback, Seth Rollins conserve son titre dans un Fatal 4 Way match qui incluait Dean Ambrose, Roman Reigns et Randy Orton. Le lendemain à Raw, Dean Ambrose a défié le champion du monde poids-lourds de la WWE Seth Rollins en duel lors de l'événement, mais Rollins refuse. Ambrose a ensuite attaqué Rollins, menaçant même d'écraser son visage sur un parpaing jusqu'à que Stephanie McMahon lui accorde un match pour le titre lors du pay-per-view.

### Nikki Bella contre Naomi contre Paige
À Payback, Naomi et Tamina Snuka ont battu la championne des Divas Nikki Bella et sa sœur Brie Bella . Le 18 mai à Raw, après que Nikki ait vaincu Naomi par disqualification, Paige revient de blessure et attaque à la fois Nikki et Naomi. Le 21 mai à SmackDown, Naomi et Tamina attaquent Paige avant que Nikki ne les attaque toutes les trois. Il a ensuite été annoncé que Nikki défendrait son titre contre Paige et Naomi dans un Triple Threat match lors de l'événement . C'est finalement Nikki Bella qui gagne le match et conserve son titre des Divas de la WWE.

### Neville contre Bo Dallas
Le 18 mai à Raw, Bo Dallas a confronté Neville lors d'une interview avec Renee Young. Après la défaite de Neville lors d'un autre match l'opposant cette fois-ci au King Barrett, Bo Dallas attaque Neville alors que ce dernier est déjà à terre. Le 25 mai à Raw, après que Neville ait battu Stardust, Bo Dallas l'attaque une nouvelle fois. Pour clore cette rivalité, il a été annoncé que Neville ferait face à Bo Dallas à l'événement.

## Tableau des matchs
| Ordre par numéros | Résultat | Stipulation(s)                                                                                           | Temps |
| --- | --- | --- | ----- |
| 1P | Stardust bat Zack Ryder | Match simple                                                                                             | 6:12  |
| 2 | The New Day (Big E et Kofi Kingston) (c) (avec Xavier Woods) bat Tyson Kidd et Cesaro (avec Natalya), The Lucha Dragons (Kalisto et Sin Cara), The Prime Time Players (Titus O'Neil et Darren Young), Los Matadores (Diego et Fernando) (avec El Torito) et The Ascension (Konnor et Viktor) | Men's Elimination Chamber Tag Team match pour les WWE Tag Team Championship                              | 23:40 |
| 3 | Nikki Bella (c) bat Naomi et Paige | Triple Threat match pour le WWE Divas Championship Brie Bella et Tamina sont bannies des abords du ring. | 6:04  |
| 4 | Kevin Owens (NXT Champion) bat John Cena (SmackDown's United States Champion) | Champion vs. Champion match                                                                              | 20:15 |
| 5 | Neville bat Bo Dallas | Match simple                                                                                             | 8:54  |
| 6 | Ryback bat Sheamus, Dolph Ziggler, Mark Henry, R-Truth et King Barrett | Men's Elimination Chamber match pour le WWE Intercontinental Championship vacant                         | 25:12 |
| 7 | Dean Ambrose bat Seth Rollins (c) (avec Kane, Jamie Noble et Joey Mercury) par disqualification | Match simple pour le WWE World Heavyweight Championship                                                  | 21:49 |
| La lettre C placée entre parenthèses désigne la personne ou l’équipe championne en titre. P – indique que le match a eu lieu lors du pré-show | | |       |

## Détails des Elimination Chamber matchs

### Pour le Tag Team Championship
| Elimination # | Équipe                 | Entrée | Éliminé par            | Manière                                      | Temps |
| ------------- | ---------------------- | ------ | ---------------------- | -------------------------------------------- | ----- |
| 1             | Los Matadores          | 4      | The Ascension          | Par un Fall of Man                           | 10:22 |
| 2             | The Lucha Dragons      | 2      | The Ascension          | Par un Fall of Man                           | 12.45 |
| 3             | The Ascension          | 1      | The Prime Time Players | Par un Gut Check par Darren Young            | 13:30 |
| 4             | Tyson Kidd & Cesaro    | 3      | The Prime Time Players | Par un inversement de Tombé par Darren Young | 18:28 |
| 5             | The Prime Time Players | 5      | The New Day            | Par un Trouble in Paradise par Kofi Kingston | 23:40 |
| Vainqueur     | The New Day            | 6      |                        |                                              | 23:40 |

### Pour le Intercontinental Championship
| Elimination # | Catcheurs     | Entrée | Éliminé par | Manière                                         | Temps |
| ------------- | ------------- | ------ | ----------- | ----------------------------------------------- | ----- |
| 1             | King Barrett  | 1      | R-Truth     | Par un superkick, Snake Eyes et un Little Jimmy | 11:05 |
| 2             | R-Truth       | 3      | Ryback      | Par un Shellshock                               | 14:00 |
| 3             | Mark Henry    | 4      | Sheamus     | Par un Brogue Kick                              | 17:20 |
| 4             | Dolph Ziggler | 2      | Sheamus     | Par un Brogue Kick                              | 20:25 |
| 5             | Sheamus       | 6      | Ryback      | Par un Shellshock                               | 25:14 |
| Vainqueur     | Ryback        | 5      |             |                                                 | 25:14 |